# 布呂爾格拉本河 (尚德爾巴赫河支流)
50°10′25.07″N 9°11′17.62″E / 50.1736306°N 9.1882278°E

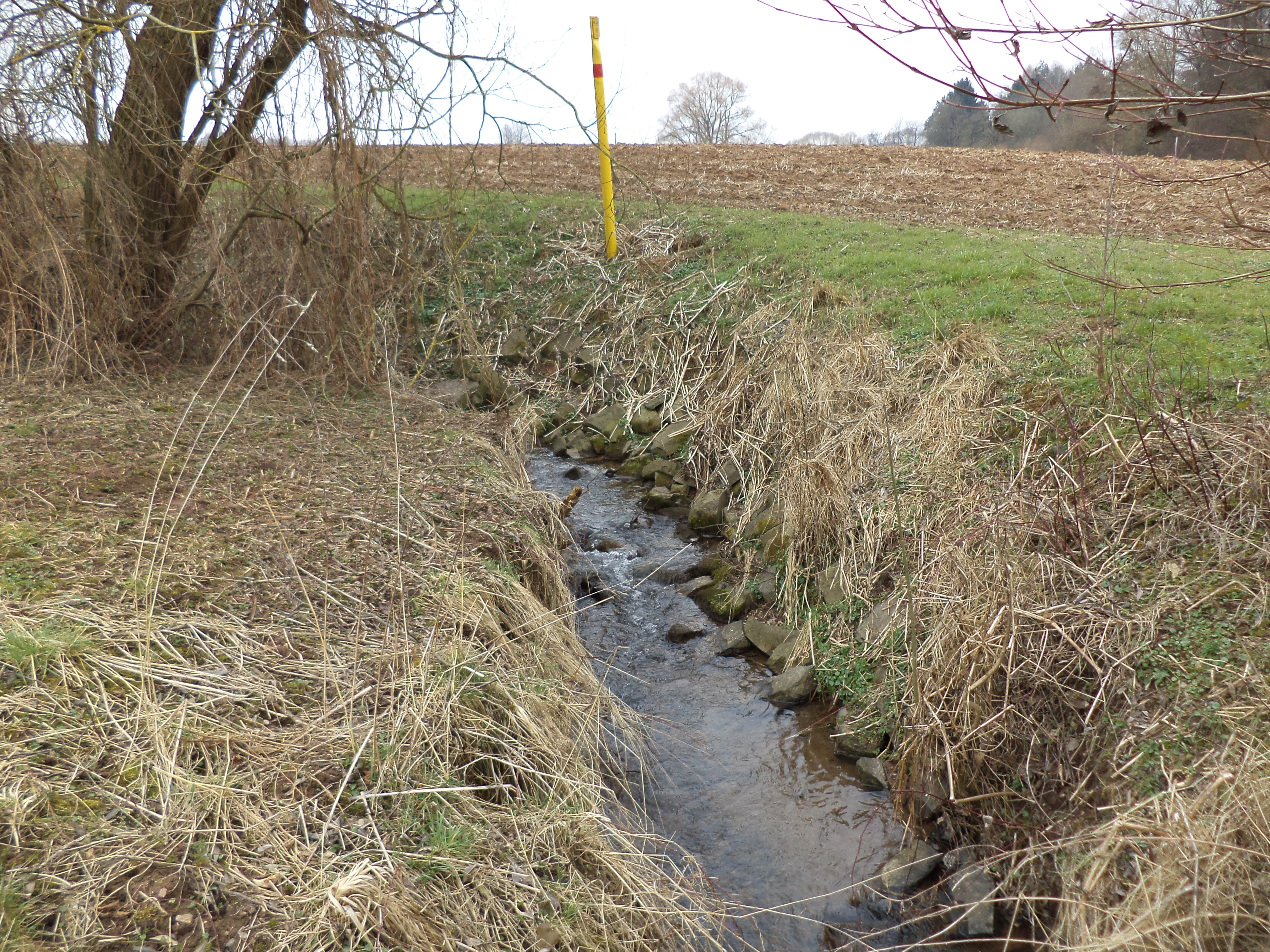

布呂爾格拉本河（德語：Brühlgraben），是德國的河流，位於該國東南部，由巴伐利亞負責管轄，屬於尚德爾巴赫河的右支流，河道全長4.6公里，流域面積3.5平方公里。